# Iruraiz-Gauna
Iruraiz-Gauna in castigliano e Iruraitz-Gauna in basco, è un comune spagnolo  situato nella comunità autonoma dei Paesi Baschi.

## Monumenti e luoghi d'interesse
- Chiesa di Nostra Signora dell'Assunzione